# Клемінт Ольсен
Клемінт Ольсен (фар. Klæmint Olsen, нар. 17 липня 1990, Рунавік) — фарерський футболіст, нападник клубу «НСІ Рунавік» та збірної Фарерських островів.

## Клубна кар'єра
У дорослому футболі дебютував 2007 року виступами за команду клубу «НСІ Рунавік». У першому ж сезоні він разом із командою став переможцем першості цієї острівної країни. Надалі Ольсен став одним із головних бомбардирів не лише команди, а й фарерської першості, 4 рази вигравши звання кращого бомбардира чемпіонату Фарерських островів. У 2022 році футболіст на правах оренди перейшов до ісландського клубу «Брєйдаблік», проте за короткий час повернувся до «Рунавіка». У складі фарерського клубу Ольсен загалом зіграв 373 матчі першості, в яких відзначився 230 забитими м'ячами.

## Виступи за збірну
2012 року дебютував в офіційних матчах у складі національної збірної Фарерських островів. У складі команди виступав у відбіркових турнірах до світових та європейських турнірах, зіграв у складі команди 52 матчі, у яких відзначився 10 забитими м'ячами.

## Титули і досягнення
- Чемпіон Фарерських островів (1):

«НСІ Рунавік»: 2007
- Володар Суперкубка Ісландії (1):

«Брєйдаблік»: 2023
- Кращий бомбардир Чемпіонату Фарерських островів (6): 2013 (21), 2014 (22), 2015 (21), 2016 (23), 2019 (26), 2020 (17)